# Novon állomás
Novon (Nowon) állomás a szöuli metró 4-es és 7-es vonalának állomása, mely Novon-ku (Nowon-gu) kerületben található.

## Viszonylatok
| 4-es vonal                                   | 4-es vonal                | 4-es vonal                                                      |
| -------------------------------------------- | ------------------------- | --------------------------------------------------------------- |
| Szanggje (Sanggye) Tanggoge (Danggogae) felé | személy- és expresszvonat | Cshang-tong (Chang-dong) Anszan (Ansan) és Oido felé            |
| 7-es vonal                                   |                           |                                                                 |
| Madul (Madeul) Csangam (Jangam) felé         | fő vonal                  | Csunggje (Junggye) Puphjong-ku cshong (Bupyeong-gu cheong) felé |